# پتروپاولوفکا (شهرستان کوگارچینسکی، باشقیرستان)
پتروپاولوفکا (انگلیسی: Petropavlovka, Kugarchinsky District, Republic of Bashkortostan) یک شهرک در شهرستان کوگارچینسکی جمهوری باشقیرستان در کشور روسیه است.